# Comuna de Przywidz
Przywidz (polaco: Gmina Przywidz) é uma gminy (comuna) na Polónia, na voivodia de Pomerânia e no condado de Gdański. A sede do condado é a cidade de Przywidz.
De acordo com os censos de 2004, a comuna tem 5061 habitantes, com uma densidade 39 hab/km².

## Área
Estende-se por uma área de 129,62 km², incluindo:
- área agricola: 50%
- área florestal: 42%

## Demografia
Dados de 30 de Junho 2004:
|                      | Total   | Total | Mulheres | Mulheres | Homens  | Homens |
| -------------------- | ------- | ----- | -------- | -------- | ------- | ------ |
|                      | pessoas | %     | pessoas  | %        | pessoas | %      |
| População            | 5061    | 100   | 2434     | 48,1     | 2627    | 51,9   |
| Densidade (pop./km²) | 39      | 100   | 18,8     | 18,8     | 20,3    | 20,3   |

De acordo com dados de 2005, o rendimento médio per capita ascendia a 1793,01 zł.

## Comunas vizinhas
- Kolbudy, Nowa Karczma, Skarszewy, Somonino, Trąbki Wielkie, Żukowo